# Ondoro Osoro
Ondoro Osoro (Kenia, 3 de diciembre de 1967) fue un deportista keniano, especializado en carreras de fondo. Ganó la maratón de Chicago de la edición de 1998 en un tiempo de 2:06:54. En los Juegos Africanos celebrados en El Cairo en 1991, obtuvo la medalla de bronce en los 5000 metros.